# Jacques Boissenot
Jacques Boissenot, né le 10 septembre 1938 à Beyrouth (Liban) et mort le 2 septembre 2014 à Bordeaux, est un œnologue français, consultant pour plusieurs grands producteurs de Bordeaux.

## Biographie
Boissenot est né à Beyrouth, où son père, pilote de l'armée de l'air française, était posté. Ce n'est qu'en 1945 que la famille retourne vivre dans le Bordelais.
Bien qu'il ne soit pas né dans le milieu du vin, sa famille possède deux hectares de vignobles dans le Médoc. Il étudie l'œnologie à l'Université de Bordeaux avec le grand œnologue Émile Peynaud et obtient son diplôme en 1963. Il travaille d'abord pour un laboratoire d'œnologie à Bergerac, puis prend la tête d'un tout nouveau laboratoire syndical à Pauillac en 1964. En 1978, Peynaud lui propose de se joindre à lui. Il commence ainsi à travailler avec de grands domaines du Médoc.
En 1990, Peynaud prend sa retraite et Jacques Boissenot poursuit son travail et celui d'Emile Peynaud à Lamarque, avec son fils Éric. Pendant sa carrière, Jacques Boissenot a conseillé près de 200 domaines viticoles du Médoc, y compris les quatre premiers Grands crus classés (Mouton-Rothschild, Lafite-Rothschild, Latour, Margaux), et des deuxièmes crus comme Léoville Las Cases ou Cos d'Estournel,.
Malgré son influence majeure, il a toujours cultivé une grande discrétion,. 